# Kazuma Watanabe
Kazuma Watanabe (渡邉 千真, Watanabe Kazuma, Nagasaki, 10 augustus 1986) is een Japans voetballer die als aanvaller speelt bij Gamba Osaka.

## Clubcarrière
Watanabe speelde tussen 2009 en 2011 voor Yokohama F. Marinos. Hij tekende in 2012 bij FC Tokyo.

## Japans voetbalelftal
Watanabe debuteerde in 2010 in het Japans nationaal elftal en speelde een interland.

## Statistieken
| Japans voetbalelftal | Japans voetbalelftal | Japans voetbalelftal |
| Jaar                 | Wed.                 | Dlp.                 |
| -------------------- | -------------------- | -------------------- |
| 2010                 | 1                    | 0                    |
| Totaal               | 1                    | 0                    |